# Gmina Jedwabno
Die Gmina Jedwabno [jɛd'vabnɔ] ist eine Landgemeinde im Powiat Szczycieński der Woiwodschaft Ermland-Masuren in Polen. Ihr Sitz ist das gleichnamige Dorf (deutsch Jedwabno) mit etwa 1250 Einwohnern.

## Geographie

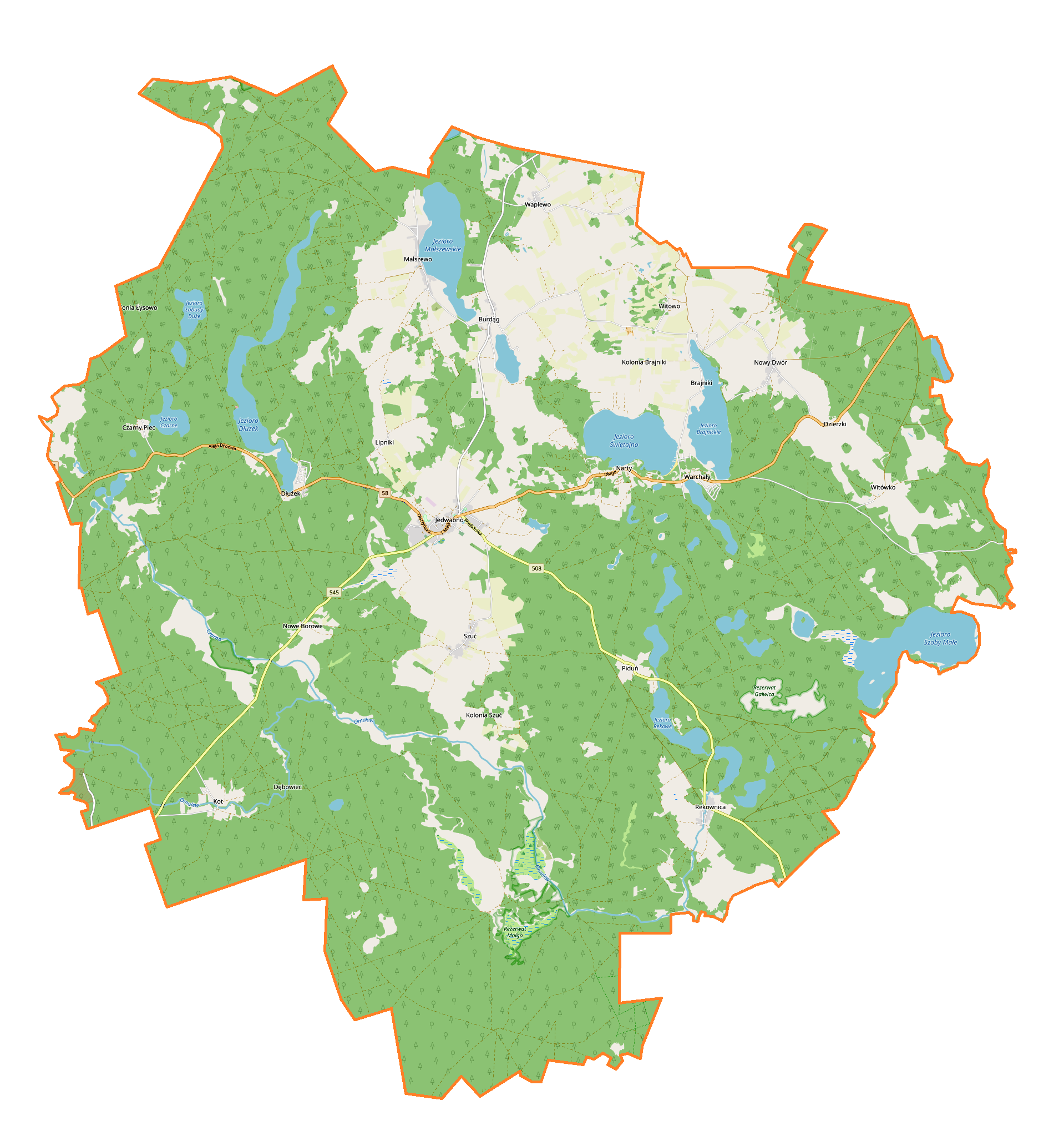
Karte der Gemeinde

Die Gemeinde liegt im Süden der Woiwodschaft. Die Woiwodschaft Masowien ist zehn Kilometer entfernt. Die Kreisstadt Szczytno (Ortelsburg) liegt etwa fünf Kilometer östlich. Nachbargemeinden sind die Gemeinden Purda und Pasym im Norden, Szczytno im Nordosten, Wielbark im Südosten, Janowo im Süden, Nidzica im Südwesten und Olsztynek im Nordwesten.
Die Gemeinde hat eine Fläche von 311,5 km², die zu 20 Prozent land- und zu 63 Prozent forstwirtschaftlich genutzt wird. Zu ihrem Gebiet gehören zahlreiche mittelgroße und kleinere Seen der Masurischen Seenplatte. Der Sasek Mały (Paterschobensee) ist mit 319 Hektar der größte von ihnen. Wichtigstes Fließgewässer ist der Omulew (Omulef).

## Geschichte
Die Landgemeinde wurde 1973 aus verschiedenen Gromadas wieder gebildet. Ihr Gebiet gehörte von 1946 bis 1998 zur Woiwodschaft Olsztyn in unterschiedlichem Zuschnitt. Der Powiat wurde 1975 aufgelöst. Zum 1. Januar 1999 kam die Gemeinde zur Woiwodschaft Ermland-Masuren und wieder zum Powiat Szczycieński.

## Gliederung
Die Gemeinde Jedwabno besteht aus 17 Dörfern mit Schulzenämtern (sołectwa; deutsche Namen amtlich bis 1945):
| Name        | Deutscher Name                 |
| ----------- | ------------------------------ |
| Brajniki    | Braynicken                     |
| Burdąg      | Burdungen                      |
| Czarny Piec | Schwarzofen                    |
| Dłużek      | Dluszek 1932–45 Hartwigswalde  |
| Jedwabno    | Jedwabno 1938–45 Gedwangen     |
| Kot         | Omulefofen                     |
| Lipniki     | Lipnicken                      |
| Małszewo    | Malschöwen 1938–45 Malshöfen   |
| Narty       | Narthen                        |
| Nowe Borowe | Neu Borowen 1938–45 Buschwalde |
| Nowy Dwór   | Neuhof                         |
| Piduń       | Schuttschenofen                |
| Rekownica   | Rekownitza 1921–45 Großwalde   |
| Szuć        | Schuttschen                    |
| Waplewo     | Waplitz                        |
| Witówko     | Ittowken 1938–45 Ittau         |
| Witowo      | Ittowen 1927–45 Gittau         |

Kleinere Orte der Gemeinde sind:
- Dębowiec (Dembowitz, 1935–45 Eichenau)
- Dzierzki (Dziersken, 1936–45 Althöfen)
- Grobka (Grobka, 1938–45 Mittenwald)
- Nowy Las (Neuwald)
- Omulew (Omulef)
- Rekowe (Rekowen, 1938–45 Reckau)
- Strzała
- Warchały (Warchallen)

Nicht mehr bestehende Orte sind Małga (Malga – heute Naturschutzgebiet Rezerwat przyrody Małga) und Przysowy (Omulefmühle).

## Verkehr
Wichtigste Straße ist die Landesstraße 58 von Olsztynek (Hohenstein) nach Pisz (Johannisburg) und Szczuczyn. Im Hauptort zweigen die Woiwodschaftsstraßen DW508 nach Wielbark (Willenberg) und DW545 nach Działdowo (Soldau) ab.
Der nächste größere internationale Flughafen ist Danzig.